# Самилахский сельсовет
Самилахский сельсовет — административно-территориальная единица и муниципальное образование со статусом сельского поселения в Хунзахском районе Дагестана Российской Федерации.
Административный центр — село Самилах.

## Население
| 2002  | 2010  | 2012  | 2013  | 2014  | 2015  | 2016  |
| ----- | ----- | ----- | ----- | ----- | ----- | ----- |
| 1274  | ↗1590 | ↘1569 | ↗1582 | ↗1593 | ↗1602 | ↗1610 |
| 2017  | 2018  | 2019  | 2020  | 2021  | 2023  | 2024  |
| ↗1611 | ↘1606 | ↗1618 | ↗1638 | ↘1450 | ↘1441 | ↘1439 |
| 2025  |       |       |       |       |       |       |
| ↘1433 |       |       |       |       |       |       |

## Состав
| № | Населённый пункт | Тип населённого пункта       | Население |
| - | ---------------- | ---------------------------- | --------- |
| 1 | Акаро            | село                         | ↘110      |
| 2 | Самилах          | село, административный центр | ↘1340     |